# Le Garçon au pyjama rayé
Pour plus de détails, voir Fiche technique et Distribution.
Le Garçon au pyjama rayé (The Boy in the Striped Pyjamas) est un film britannico-américain réalisé par Mark Herman, sorti en 2008. Il s'agit d'une adaptation du roman jeunesse éponyme de l'écrivain irlandais John Boyne.

## Synopsis
En 1943 en Allemagne, alors qu'il rentre de l'école, Bruno apprend que lui et sa famille doivent quitter Berlin et déménager car son père a reçu une promotion dans son travail. Celui-ci, un brillant officier SS, a en effet été remarqué par Adolf Hitler et a été envoyé en mission spéciale en Pologne occupée, pour diriger ce qui semble être un camp d'internement. Bruno est très triste, car il doit quitter ses amis, sa maison qu'il aime tant, ainsi que Berlin.
Arrivé dans sa nouvelle maison, Bruno ne pense qu'à rentrer à Berlin car la nouvelle maison est lugubre et il s'y ennuie. Il aperçoit quelque chose d'étrange derrière la forêt qui borde la maison : des baraquements, un sol poussiéreux et des soldats tous habillés de la même façon, d'un pyjama rayé.
Peu de temps après, poussé par sa curiosité et son envie d'explorer, et malgré l'interdiction formelle de ses parents de quitter la propriété, Bruno échappe à la surveillance de sa mère, traverse la grande forêt et se rend devant le camp. En s'approchant de la clôture de barbelés, il rencontre un enfant juif de huit ans, comme lui, qui s'appelle Shmuel, et, malgré la clôture qui les sépare, entame la conversation.
L’innocence des deux enfants face à la dure réalité de la Shoah prend alors une tournure imprévisible, et se termine pour eux de façon tragique.

## Fiche technique
- Titre : Le Garçon au pyjama rayé
- Titre original : The Boy in the Striped Pyjamas
- Réalisation : Mark Herman
- Scénario : Mark Herman, d'après le roman éponyme de John Boyne
- Décors : Martin Childs
- Costumes : Natalie Ward
- Photographie : Benoît Delhomme
- Montage : Michael Ellis
- Musique : James Horner
- Production : David Heyman
- Production exécutive : Mark Herman, Christine Langan (en), Mary Richards
- Coproduction : Rosie Alison (en)
- Société(s) de production : Heyday Films, Miramax Films
- Budget : 12 500 000 USD[1]
- Pays d'origine :  Royaume-Uni,  États-Unis
- Langue : Anglais
- Genre : Drame, et historique
- Durée : 94 minutes
- Dates de sortie :
  -  Royaume-Uni : 12 septembre 2008
  -  France : 12 août 2009 (sortie DVD)

## Distribution
- Asa Butterfield (VF : Léo Caruso) : Bruno
- Jack Scanlon (en) (VF : Martin Faliu) : Shmuel

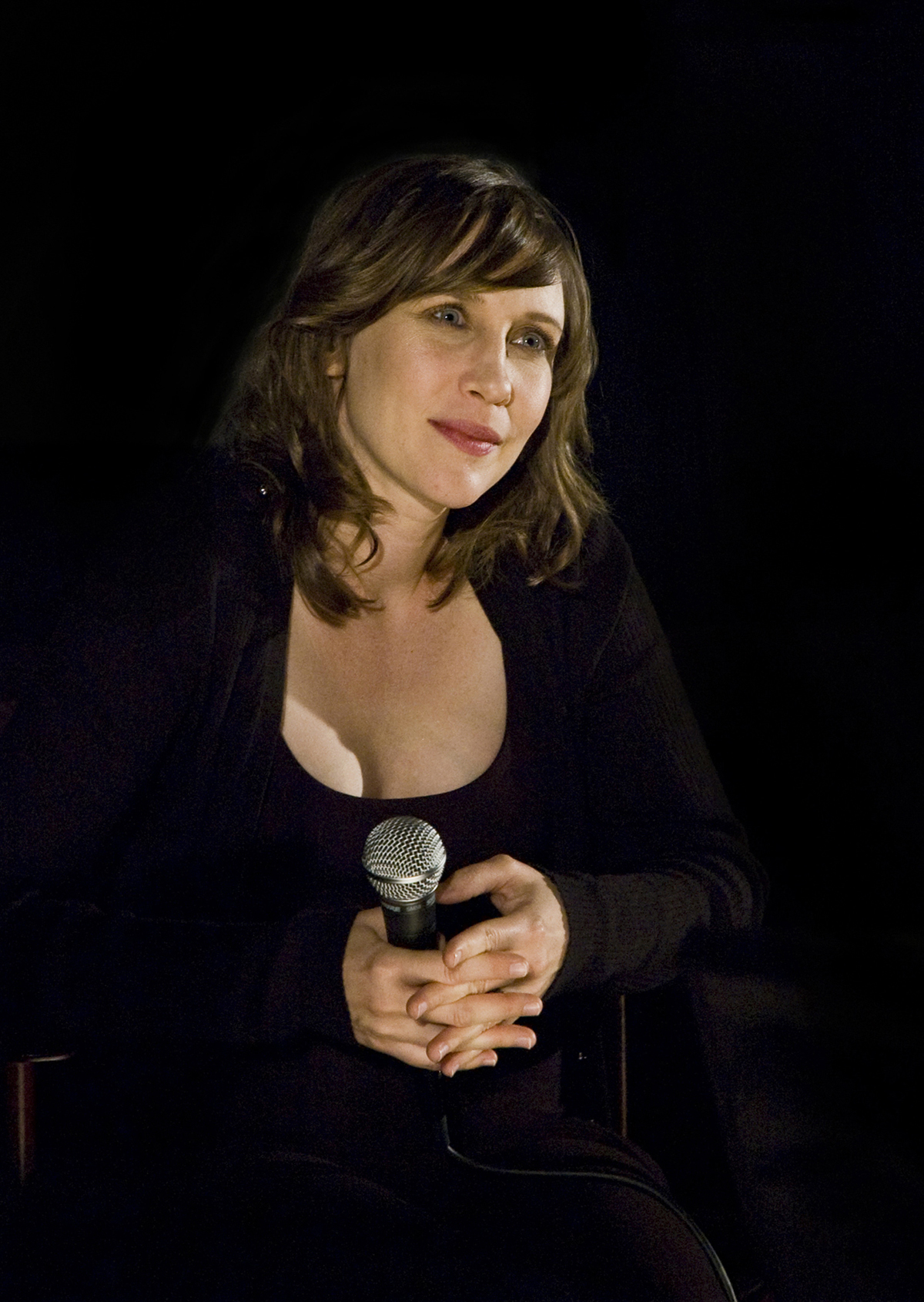
L'actrice Vera Farmiga à une projection publique du film, en novembre 2008.

- Vera Farmiga (VF : Rafaèle Moutier) : Elsa (la mère de Bruno)
- David Thewlis (VF : Bernard Lanneau) : Ralf (le père de Bruno)
- David Hayman (VF : Georges Claisse) : Pavel
- Rupert Friend (VF : Alexis Victor) : Kotler
- Jim Norton (VF : Jean Barney) : Herr Liszt
- Amber Beattie (VF : Kelly Marot) : Gretel
- Sheila Hancock (VF : Régine Blaess) : la grand-mère (Nathalie)
- Richard Johnson (VF : Michel Ruhl) : le grand-père
- Cara Horgan (VF : Caroline Pascal (actrice)) : Maria (la femme de ménage)

## Bande originale
Sauf indication contraire, les informations mentionnées dans cette section peuvent être confirmées par le générique de fin de l'œuvre audiovisuelle présentée ici, ainsi que par la base de données cinématographiques IMDb,  présente dans la section « Liens externes ».
- Rhythm For You par Eddy Christiani (nl) et Frans Poptie (nl).
- Ich liebe das Leben par Matthias Seuffert (de).
- Smile When You Say Goodbye par Harry Parr-Davies (en).
- Horst-Wessel-Lied par Horst Wessel.
- Melody adapted from Hessian Marching Song par Kappelle der SS-Standarte 4.
- Romantic Violin par Hans Conzelmann et Delle Haensch (de).
- Mein Regiment, mein Heimatland par Singschar der Kradschützen-Kompanie der Aufklärungs Abt.3.
- Stomping At The Ritz par Alan Moorhouse.
- Orchids and Roses par Joyce Cochrane.

Musiques non mentionnées dans le générique
- Deutschlandlied d'August Heinrich Hoffmann von Fallersleben.

Par James Horner :
- Boys Playing Airplanes, durée : 4 min 13 s.
- Exploring The Forest, durée : 2 min 36 s.
- The Train Ride To A New Home, durée : 3 min 34 s.
- The Winds Gently Blow Through The Garden, durée : 5 min 57 s.
- An Odd Discovery Beyond The Trees, durée : 2 min 51 s.
- Dolls Are Not For Big Girls, Propaganda Is..., durée : 3 min 43 s.
- Black Smoke, durée : 1 min 42 s.
- Evening Supper - A Family Slowly Crumbles, durée : 7 min 52 s.
- The Funeral, durée : 1 min 53 s.
- The Boys' Plans, From Night To Day, durée : 2 min 36 s.
- Strange New Clothes, durée : 9 min 53 s.
- Remembrance, Remembrance, durée : 5 min 31 s.

## Accueil
Sur l'agrégateur américain Rotten Tomatoes, le film récolte 63 % d'opinions favorables pour 138 critiques. Sur Metacritic, il obtient une note moyenne de 55⁄100 pour 28 critiques.